# Leptopholcus brazlandia
Leptopholcus brazlandia är en spindelart som beskrevs av Huber, Pérez och Baptista 2005. Leptopholcus brazlandia ingår i släktet Leptopholcus och familjen dallerspindlar. Inga underarter finns listade i Catalogue of Life.